# Конвергенция за развитие Мали
Конвергенция за развитие Мали (фр. Convergence pour le développement du Mali) — политическая партия в Мали, символом партии является прялка, а лозунг — «Давайте сначала положимся на наши собственные силы».

## Цели партии
Партия ставит своей целью получение общеафриканского признания и создания в Мали республиканского и демократического государства, с рыночной экономикой «с человеческим лицом».

## История партии
Партия была создана 23 мая 2008 года пятью депутатами: Алассаном Абба, Хуссейни Гиндо, Мари Силлой, Сараном Синате и Сулейманом Гиндо.
В феврале 2010 года в состав партии вошла другая политическая организация — Партия свободы, солидарности и справедливости. На внеочередном конгрессе Гиндо заявил, что настало время для солидарности и сплочённости. Представители обеих партий договорились о «формальном обязательстве посвятить себя через свою общую волю укреплению партии, защите нации и национальному единству страны».

## Участие в выборах
Партия участвовала в муниципальных выборах в Мали 2009 года получив 405 мест, заняв шестое место.
На парламентских выборах 2013 года партия заняла пятое место, получив 5 мест в парламенте, в выборах 2020 года партия не участвовала.
Глава партии, Хуссейни Гиндо выдвигался на пост президента Мали от своей партии дважды: в 2013, набрал 4,63 % голосов и в 2018, которые стали менее успешными (3,9 % голосов)